# یعقوب قرقسانی
ابویوسف یعقوب بن افرایم هاصرقسی یا ابویوسف یعقوب القرقسانی محقق قرائیمی یهودی در نیمه اول قرن دهم میلادی‌است. وی از قرقستان که در آن زمان در فرمان‌روایی قوم خزر بوده‌است؛ برخاست و اصالتاً از میان‌رودان است. او به غرب آسیا سفر کرده‌است و در آن‌جا با دین اسلام آشنا شده‌است.

## کتاب الانوار و المراقب
در سال ۹۳۷، قرقسانی کتابی عربی نوشت که شرحی نظری بر جهان‌بنی قرائیمی است. این کتاب به سیزده فصل تقسیم می‌شود و کتاب الانوار و المراقب نام دارد. این کتاب در عبری سفرهامئوروت خوانده می‌شود. در این کتاب شرح‌های تاریخی و فلسفی تاریخ فرقه‌های یهود، میزان اعتبار تحقیقات عقلی در الهیات و علم شریعت، رد نظریات و احکام و شرایع فرقه‌های مختلف، رساله‌ای در مورد روش‌های تفسیر شریعت آغاز می‌شود.

## دیدگاه درباره مسیحیت
قرقسانی مسیحیت را از فرقه‌های دین یهود می‌دانست. او نوشته‌است که دین مسیحیت، با آموزه‌های عیسی مغایر و مباین است؛ بلکه پولس، بنیان‌گذار این آئین بوده‌است. پولس، عیسی را جاودانه و خدا تلقی کرد، و لزوم پیروی از قوانین تورات را نفی نمود. بنابراین، قرقسانی هرچند مسیحیت امروزی را تأیید نکرد، اما وجود تاریخی عیسی را پذیرفت و حتی او را مصلح دین یهود دانست. 

## علم و فلسفه
قرقسانی، مطالعه دانش و فلسفه را نامشروع نمی‌دانست. او سلیمان را نمونه یک حکیم و فیلسوف یهودی تلقی می‌کرد. قرقسانی برخلاف این عقیده که فلسفه می‌تواند به عقاید بدعت‌آمیز منجر شود، مدعی‌است که تنها کسانی که خود شخصیتی متناسب و عقل درست و طبیعی دارند و به دنبال حقیقت هستند، می‌توانند به چنین تحقیقاتی دست زنند.